# Ann Meyers
Ann Elizabeth Meyers, coniugata Drysdale (San Diego, 26 marzo 1955), è un'ex cestista, dirigente sportivo e giornalista statunitense.

## Carriera
Guardia tiratrice di 180 cm, fa parte del Naismith Memorial Basketball Hall of Fame e del FIBA Hall of Fame: ha vinto la medaglia d'argento alle Olimpiadi di Montréal 1976.
Tra i suoi record, è la prima donna ad essere stata convocata dalla nazionale statunitense quando ancora frequentava l'high school; la prima a ricevere una borsa di studio sportiva dall'UCLA; la prima ad essere convocata per l'All-America team quattro stagioni consecutive; la prima ad essere inserita nell'Hall of Fame dell'università californiana; la prima ad aver fatto un provino per la squadra maschile della National Basketball Association degli Indiana Pacers. È stata anche la prima ad essere stata scelta al draft della Women's Basketball League, dalle New Jersey Gems, nel 1978.
Sin dal 1979, la Meyers si è dedicata al giornalismo sportivo, facendo l'opinionista per eventi di pallacanestro, softball, tennis, pallavolo e calcio. Dal 12 settembre 2006 è diventata general manager delle Phoenix Mercury e vicepresidente dei Phoenix Suns.